# CCL28
CCL28 (англ. C-C motif chemokine ligand 28) – білок, який кодується однойменним геном, розташованим у людей на 5-й хромосомі. Довжина поліпептидного ланцюга білка становить 127 амінокислот, а молекулярна маса — 14 280.
| 10         |  | 20         |  | 30         |  | 40         |  | 50         |
| ---------- |  | ---------- |  | ---------- |  | ---------- |  | ---------- |
| MQQRGLAIVA |  | LAVCAALHAS |  | EAILPIASSC |  | CTEVSHHISR |  | RLLERVNMCR |
| IQRADGDCDL |  | AAVILHVKRR |  | RICVSPHNHT |  | VKQWMKVQAA |  | KKNGKGNVCH |
| RKKHHGKRNS |  | NRAHQGKHET |  | YGHKTPY    |  |            |  |            |

A: Аланін

C: Цистеїн

D: Аспарагінова кислота

E: Глутамінова кислота

G: Гліцин

H: Гістидин

I: Ізолейцин

K: Лізин

L: Лейцин

M: Метіонін

N: Аспарагін

P: Пролін

Q: Глутамін

R: Аргінін

S: Серин

T: Треонін

V: Валін

W: Триптофан

Кодований геном білок за функцією належить до цитокінів. 
Задіяний у таких біологічних процесах, як хемотаксис, альтернативний сплайсинг. 
Секретований назовні.